# Квадратичен остатък
Едно естествено число {\displaystyle a\,} се нарича квадратичен остатък по модул {\displaystyle n\,} ако
{\displaystyle \exists x:\quad x^{2}\equiv a{\pmod {n}}.}

## Свойства

### Квадратични остатъци по модул съставно число
Въпросът затова дали едно число е квадратичен остатък по модул {\displaystyle n\,} за съставни {\displaystyle n\,} може да се сведе до частния случай за прости {\displaystyle n\,}, както твърди следната теорема:
Теорема: Нека {\displaystyle a\,} и {\displaystyle n\,} са взаимнопрости, a
{\displaystyle n=2^{\alpha _{0}}\prod _{i=1}^{s}p_{i}^{\alpha _{i}}}
представлява разлагането на {\displaystyle n\,} на прости множители. Конгруенцията
{\displaystyle x^{2}\equiv a{\pmod {n}}}
има решение тогава и само тогава, когато е {\displaystyle a\,} е квадратичен остатък по модул {\displaystyle p_{i},i=1,2,...,s\,} и е изпълнено поне едно от условията:
- {\displaystyle \alpha _{0}<2\,} или
- {\displaystyle \alpha _{0}=2\,} и {\displaystyle a\equiv 1{\pmod {4}}\quad } или
- {\displaystyle \alpha _{0}>2\,} и {\displaystyle a\equiv 1{\pmod {8}}.}

### Квадратични остатъци по модул просто число
За частния случай на конгруенции по модул просто число е възприето следното обозначение:
Дефинция: Нека {\displaystyle p\,} е просто число и {\displaystyle p\nmid a}. Функцията със стойности:
- {\displaystyle \left({\frac {a}{p}}\right)=1} ако {\displaystyle a\,} е квадратичен остатък по модул {\displaystyle p\,} и
- {\displaystyle \left({\frac {a}{p}}\right)=-1} в противен случай,

се нарича символ на Льожандър.
Могат да се докажат следните правила за смятане със символа на Льожандър:
- {\displaystyle a\equiv b{\pmod {p}}\quad \Rightarrow \quad \left({\frac {a}{p}}\right)=\left({\frac {b}{p}}\right)}
- {\displaystyle \left({\frac {a}{p}}\right)\left({\frac {b}{p}}\right)=\left({\frac {ab}{p}}\right)}
- Критерий на Ойлер:

{\displaystyle 2\nmid p\quad \Rightarrow \quad \left({\frac {a}{p}}\right)\equiv a^{\frac {p-1}{2}}{\pmod {p}}}
- Второ правило за допълнението:

{\displaystyle \left({\frac {2}{p}}\right)\equiv (-1)^{\frac {p^{2}-1}{8}}{\pmod {p}}}
- Квадратичен закон за реципрочност:

{\displaystyle 2\nmid pq\quad \Rightarrow \quad \left({\frac {p}{q}}\right)\left({\frac {q}{p}}\right)=(-1)^{{\frac {p-1}{2}}{\frac {q-1}{2}}}}
- {\displaystyle \sum _{a=1}^{p-1}\left({\frac {a}{p}}\right)=0}.

Забележка: Последното правило показва, че квадратичните остатъци по модул просто число са точно толкова колкото и неостатъците.